# Andrea Facchin
Andrea Facchin  (né le 20 septembre 1978 à Padoue, en Vénétie) est un kayakiste en eau calme italien pratiquant la course en ligne, spécialiste du K2 500 m et du K2 1000 m, qui a remporté la médaille de bronze du K2 1000 m aux Jeux olympiques de Pékin en 2008, associé à Antonio Scaduto.